# Oryzalin
Oryzalin of oryzaline is een herbicide. Het is een dinitroanilinederivaat met een sulfonamidegroep. Het wordt onder andere toegepast in de teelt van druiven, zowel wijndruiven als tafeldruiven, ter bestrijding van grassen en bedektzadigen. Het wordt vóór het uitkomen van de planten op de bodem onder de wijnstokken versproeid. Oryzalin heeft een colchicine-achtige werking: het bindt aan de microtubuli van planten en verhindert de mitose of celdeling.
Oryzalin werd ontwikkeld door Eli Lilly & Co. en kwam in 1975 op de markt. Later kwam het product bij Dow AgroSciences terecht. De octrooibescherming is inmiddels voorbij. In 2003 verkocht Dow oryzalin aan het Indische United Phosphorus Limited. Merknamen zijn Surflan, Ryzelan en de generieke naam Oryzalin.

## Regelgeving
De Europese Unie heeft oryzalin per 1 juni 2011 opgenomen in de lijst van gewasbeschermingsmiddelen die de lidstaten kunnen erkennen.

## Toxicologie en veiligheid
Oryzalin komt voor als een oranje kristallijn poeder en is ingedeeld als explosief. Dit kan te wijten zijn aan een onzuiverheid in het product die explosief is. Contact met de huid kan overgevoeligheid veroorzaken. In dierproeven is een mate van carcinogeniciteit vastgesteld. Oryzalin is schadelijk als het in het waterig milieu terechtkomt.